# Населённые пункты Глазовского района
Муниципальное образование «Глазовский район» включает в себя 123 населённых пункта: 11 сельских поселений в составе 5 сёл, 2 посёлков, 102 деревень, 1 выселка, 2 хуторов, 1 станции, 2 разъездов и 8 населённых пунктов без определённого статуса.
Административный центр района — город Глазов, в состав района не входит.

## Перечень населённых пунктов
Далее приводится список населённых пунктов по муниципальным образованиям, в которые они входят. Жирным шрифтом выделены административные центры поселений.

### Муниципальное образование «Адамское»
- деревня Адам
- посёлок Дом отдыха Чепца
- деревня Весьякар
- деревня Заболотное
- деревня Кельдыково
- деревня Полом
- деревня Солдырь

### Муниципальное образование «Верхнебогатырское»
- деревня Верхняя Богатырка
- деревня Верхняя Слудка
- деревня Выльгурт
- деревня Гордъяр
- деревня Дондыкар
- деревня Заризь
- село Люм
- деревня Нижняя Богатырка
- деревня Нижний Колевай
- деревня Нижняя Слудка
- деревня Печешур
- деревня Портяново
- деревня Пышкец
- деревня Симашур
- деревня Усть-Пышкец
- деревня Чажайский лесоучасток
- деревня Шудзя
- деревня Ягул

### Муниципальное образование «Гулёковское»
- деревня Гулёково
- выселок Алексеевский
- деревня Бабино
- хутор Горлица
- деревня Иваново
- деревня Коротай
- деревня Макшур
- деревня Педоново
- деревня Поздеево
- деревня Тукбулатово
- деревня Удмуртские Ключи

### Муниципальное образование «Качкашурское»
- деревня Качкашур
- деревня Большой Лудошур
- Дома 1168 км
- Дома 1169 км
- Дома 1173 км
- деревня Лекшур
- деревня Малый Лудошур
- деревня Семёновский
- деревня Умск

### Муниципальное образование «Кожильское»
- деревня Кожиль
- деревня Верхняя Убыть
- село Дзякино
- Дома 1143 км
- Дома 1147 км
- деревня Извиль
- деревня Карасёво
- станция Кожиль
- деревня Кыпка
- деревня Нижняя Кузьма
- деревня Нижняя Убыть
- деревня Сянино
- разъезд Убыть 1152 км
- деревня Чура

### Муниципальное образование «Куреговское»
- деревня Курегово
- деревня Долгоево
- деревня Кабаково
- деревня Коротаево
- деревня Кортышево
- деревня Мыртыково
- деревня Самки
- деревня Тагапи
- деревня Чиргино

### Муниципальное образование «Октябрьское»
- село Октябрьский
- Дома 1177 км
- Дома 1181 км
- разъезд Туктым 1181 км
- Дома 1182 км
- деревня Котнырево
- деревня Омутница
- деревня Сепыч
- деревня Трубашур
- деревня Якшино

### Муниципальное образование «Парзинское»
- село Парзи
- деревня Абагурт
- деревня Главатских
- деревня Новые Парзи
- деревня Озегвай
- деревня Тек
- деревня Парзинское СПТУ № 7
- деревня Чебершур
- деревня Ягошур

### Муниципальное образование «Понинское»
- село Понино
- деревня Артёнки
- деревня Бадзымшур
- деревня Ескино
- деревня Золотарёво
- деревня Зотово
- деревня Изошур
- деревня Кляпово
- деревня Коршевихино
- деревня Коршуново
- деревня Ляпино
- деревня Митино
- деревня Паслоково
- деревня Полдарай
- деревня Помаяг
- деревня Пудвай
- деревня Сёва
- деревня Шалаши
- поселок Сёва

### Муниципальное образование «Ураковское»
- деревня Ураково
- деревня Васильево
- деревня Верхний Сепыч
- деревня Кочишево
- деревня Лумпашур
- деревня Отогурт
- деревня Пусошур
- деревня Татарские Парзи
- деревня Удмуртские Парзи
- деревня Усть-Пусошур

### Муниципальное образование «Штанигуртское»
- деревня Штанигурт
- деревня Азамай
- хутор Березовый
- деревня Колевай
- деревня Полынга
- деревня Порпиево
- деревня Сергеевка